# Asija
Asija, żona faraona, (arab. ‏آسية بنت مزاحم‎ – Asija bint Muzahim) – w islamie jedna z „czterech niezrównanych kobiet”, obok Marii, Chadidży i Fatimy.
Asija adoptowała maleńkiego Mojżesza znalezionego przez jej służące dryfującego w skrzynce na Nilu. Przekonała w tym celu faraona, po czym kilkakrotnie ratowała Mojżesza przed jego gniewem.
Według tradycji zmarła w wyniku tortur, kiedy faraon odkrył, że wyznaje monoteizm.